# Magnus Friedrich von Holmer
Reichsgraf Magnus Friedrich von Holmer, auch Magnus Graf Holmer (* 25. November 1780 in Eutin; † 3. April 1857 in Kiel) war ein mecklenburg-schwerinscher Kammerherr, einer der letzten Lübecker Domherren und Publizist.

## Leben
Magnus Graf Holmer war der einzige Sohn von Friedrich Levin von Holmer (1741–1806) und seiner Frau Sophie Henriette Elisabeth geb. Freiin von der Lühe (1759–1839). Sein Vorname erinnert sowohl an seinen Großvater als auch an den kurz vor seiner Geburt bei einem Duell ums Leben gekommenen Magnus Graf Stollberg (1762–1780), den jüngsten Bruder von Christian zu Stolberg-Stolberg und Friedrich Leopold zu Stolberg-Stolberg, die enge Freunde seines Vaters waren. Schon als Kind von sechs Jahren erhielt er am 30. Dezember 1786 die ihm von seinem Vater resignierte Bischöfliche Präbende am Lübecker Domkapitel und wurde damit Domherr. Das Domkapitel wurde mit der Säkularisation des Hochstifts durch den Reichsdeputationshauptschluss 1803 aufgelöst; er behielt jedoch seine Einkünfte als Domherr auf Lebenszeit. Friedrich Franz I. ernannte ihn zum mecklenburg-schwerinschen Kammerherrn.
Er studierte zunächst an der Universität Kiel; zum Wintersemester 1800 wechselte er an die Universität Göttingen. Anschließend lebte er einige Zeit in England, wo er sich dem Gestütfach widmete. Nach seiner Rückkehr, vermutlich im Zusammenhang mit dem Tod des Vaters 1806, bewohnte er das väterliche Gut Tangstedt. 1818 ging dies in Konkurs; das Gut kam an den Oldenburger Erbprinzen August, und Magnus Graf Holmer zog nach Kiel.
Ab 1833 gab er die Zeitschrift Hippologische Blätter. Eine Zeitschrift für veredelte Pferdezucht heraus. Von 1843 bis 1848 erschienen auch regelmäßig Beihefte. Die Blätter standen in direkter Konkurrenz zu der seit 1825 von Johann Georg Wachenhusen in Altona publizierten Zeitung für Pferdeliebhaber. So kam es bald zu Reibungen zwischen beiden Blättern, und zu einer Debatte im Altonaer Mercur, wo ein mit 67 Unterschriften aus Mecklenburg versehener Aufsatz gegen Wachenhusens Zeitschrift erschien. Eine Entgegnung darauf folgte alsbald, und die Folge war ein Duell am 21. Dezember 1833 zwischen dem Mecklenburger Pferdezüchter Baron Wilhelm von Biel und Wachenhusen auf der Hannoverschen Küste beim Vorwerk Schluisgrove im Amte Wilhelmsburg (heute Teil des Hamburger Hafens), in dem von Wachenhusen den Tod fand. Holmer führte die Zeitschrift bis in ihren 20. Jahrgang 1852 fort, stellte sie dann aber ein.
Er war Gründungsmitglied und längere Zeit Direktor des Kieler Kunstvereins und wurde im Dezember 1843 zum Sekretär des Jockey-Club für Norddeutschland gewählt.
Seit 1826 war er verheiratet mit Ethelinde Rosalie, geb. von Cossel aus dem Haus Jersbek-Stegen, einer Tochter des Etatsrats Eberhard Christopher von Cossel (1753–1832). Das Paar hatte eine Tochter, Komtesse Blanda Wilhelmine Sofie (1829–1875), die 1857 den Grafen Heinrich Ludwig Wilhelm Georg von Luckner (1833–1916) heiratete.
Mit ihm starb die Linie der Grafen von Holmer im Mannesstamm aus.

## Werke
- (Bildnisse von Albrecht Adam): Die Veredelung der Pferdezucht auf Alsen. In einer Reihe von Bildnissen und Skizzen aus dem Gestüt Sr. Hochf. Durchlaucht des Herzogs Christian August zu Schleswig-Holstein-Sonderburg-Augustenburg. 3 Hefte, Perthes Besser & Mauke, München und Hamburg. Heft 1, 1839, Digitalisat und Heft 2 und 3, 1841, Digitalisat.